# Ladbrokes
Ladbrokes Coral er en britisk bookmaker. De har hovedkontor i Rayners Lane, Harrow. Entain er moderselskab til Ladbrokes Coral.

## Historie
Ladbrokes anlagde sag mod den danske stat, som ejer størstedelen af Danske Spil, som har monopol på størstedelen af alle pengespil i Danmark, men landsretten dømte til fordel for Danske Spil.